# Splendrillia vivens
Splendrillia vivens é uma espécie de gastrópode do gênero Splendrillia, pertencente a família Drilliidae.